# Швейцарский вариант немецкого языка
Швейца́рский вариа́нт неме́цкого языка́, или литературный швейцарский язык (нем. Schweizerhochdeutsch) — национальный вариант немецкого языка в Швейцарии, имеющий многочисленные фонетические, орфографические, синтаксические, лексические особенности и отличия от стандартного (литературного) немецкого языка. В немецком языкознании эти особенности принято называть гельвецизмами. Швейцарский вариант языка считается письменным языком, поэтому его не следует путать со швейцарским диалектом (Schwizerdütsch, Schwiizertüütsch).

## Сферы применения и статус
Швейцарский вариант немецкого языка активно используется в средствах массовой информации (ежедневные газеты, журналы), официальной переписке, интернете и во многих других сферах. Эта особенность предопределяет его крепкие позиции в Швейцарии и делает невозможным его искоренение. Вариант немецкого языка в Швейцарии используется устно в качестве языка общения и преподавания, что также прививает и укрепляет его нормы среди швейцарцев. Язык часто используется в парламентах отдельных кантонов, а также на слушаниях в суде, радиооповещениях, на станциях во время объявления маршрутов и времени их отбытия. В целом швейцарский литературный уступает диалекту, который имеет ещё более сильные позиции в устной речи.
В большинстве случаев швейцарцы склонны расценивать немецкий литературный язык как иностранный, выделяя швейцарский вариант в качестве самостоятельного языка. В этом плане рационально охватывать весь швейцарский диалект целиком, при этом разграничивая оба понятия. Несмотря на то, что немецкий язык один из государственных языков (наряду с итальянским и французским), в Швейцарии чётко различают Schwyzerdütsch от Hochdeutsch в Германии. Такое отношение характерно не только для малообразованного населения, использующего национальный вариант в большинстве случаев, но и для высокообразованных и интеллигентных швейцарцев. Проведённые в Университете Цюриха исследования подтверждают, что большая часть швейцарцев считает неродным немецкий язык Германии.

## Структура
В фонетике швейцарского варианта не существует глухого палатального спиранта [ç] (ich-Laut), вместо него в буквосочетании ch используется глухой увулярный фрикатив [χ] (ach-Laut). Среди прочих особенностей: закрытый долгий звук a, открытый и произносящийся долго ä, иное ударение и разница в высоте тона. Отсутствие твёрдого приступа создаёт эффект сцепления (подобное явление существует во французском языке): так, guten Abend или vereisen произносятся не как guten | Abend и ver|eisen, а как gute-nAbend и ve-reisen.
Существенные различия наблюдаются в лексическом строе швейцарского варианта, причём следует обратить внимание на то, что представленные слова и выражения (см. таблицу слева) не являются диалектными, речь идёт именно о стандартных языковых выражениях. Кроме того в лексике швейцарцев присутствуют французские слова и выражения (таблица справа).
| Швейцарский вариант                                            | Немецкий язык                                                 |
| -------------------------------------------------------------- | ------------------------------------------------------------- |
| Das Parlament tritt auf eine Vorlage ein                       | Das Parlament beschließt, eine Vorlage zu behandeln           |
| Anstösser                                                      | Anlieger, Anrainer                                            |
| Estrich                                                        | Dachboden                                                     |
| Unterlagsboden                                                 | Estrich                                                       |
| allenfalls                                                     | eventuell                                                     |
| höchstens                                                      | allenfalls, höchstens                                         |
| Tram (das)                                                     | Straßenbahn (die)                                             |
| Peperoni                                                       | Paprika                                                       |
| Peperoncini                                                    | Peperoni                                                      |
| Renovation                                                     | Renovierung                                                   |
| Ausbildner                                                     | Ausbilder                                                     |
| Unterbruch                                                     | Unterbrechung                                                 |
| Telefon                                                        | Telefonat                                                     |
| parkieren                                                      | parken                                                        |
| grillieren                                                     | grillen                                                       |
| Pärke                                                          | Parks                                                         |
| kehren                                                         | wenden                                                        |
| wischen                                                        | kehren                                                        |
| feucht aufnehmen                                               | wischen                                                       |
| retournieren                                                   | zurückgeben                                                   |
| die Spargel, die Spargeln                                      | der Spargel, die Spargel                                      |
| Zugsmitte                                                      | Zugmitte                                                      |
| Die Äufnung (das Äufnen) eines Aktiva-Bestandes bzw. Guthabens | Das Aufstocken (Mehren) eines Aktiva-Bestandes bzw. Guthabens |
| Um das Vorhaben zu finanzieren, wird ein Fonds geäufnet        | Um das Vorhaben zu finanzieren, wird ein Fonds eingerichtet   |
| Lernender                                                      | Auszubildender                                                |
| Umschwung                                                      | zugehöriges Grundstück rund um ein Gebäude                    |
| Führerausweis (официально) Fahrausweis (в разговорной речи)    | Führerschein                                                  |
| ein Auto einlösen                                              | ein Auto anmelden                                             |

| Швейцарский вариант  | Немецкий язык                      |
| -------------------- | ---------------------------------- |
| Billett              | Fahrkarte, Eintrittskarte          |
| Poulet               | Hühnerfleisch                      |
| Thon                 | Thunfisch                          |
| Coiffeur             | Frisör                             |
| Cheminée             | offener Kamin                      |
| Velo                 | Fahrrad                            |
| Kondukteur           | Schaffner                          |
| Trottoir             | Gehsteig                           |
| Glace или Glacé      | Speiseeis                          |
| Perron (также Gleis) | Bahnsteig                          |
| Pneu                 | Auto-, Motorrad- или Fahrradreifen |
| Panache              | Radler                             |